# Abtei St. Georgenberg

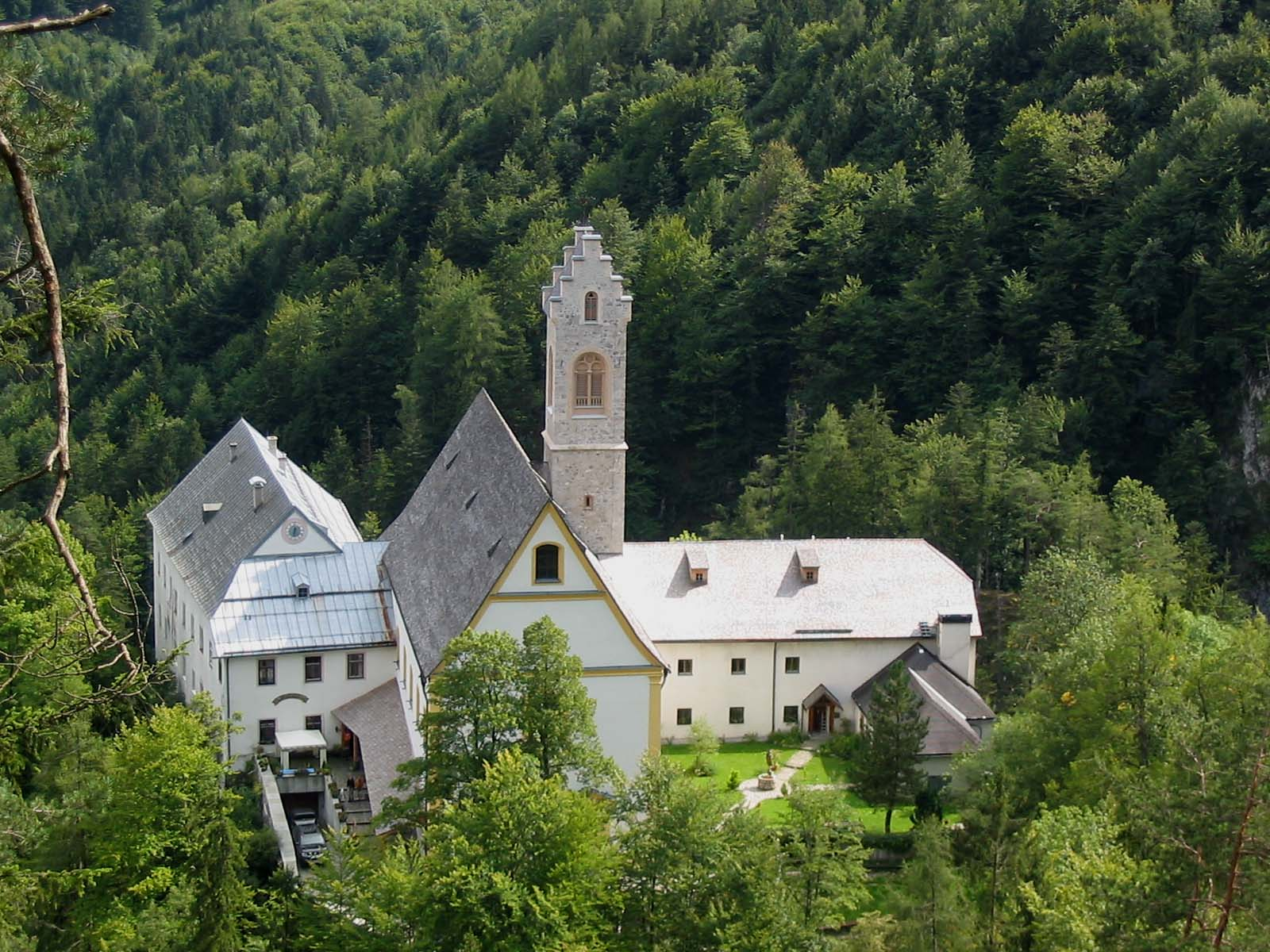
St. Georgenberg

Die Abtei St. Georgenberg ist ein selbständiges Kloster der Benediktinerkongregation von St. Ottilien. Sie liegt auf einem Berg oberhalb des Inntals in der Gemeinde Stans (Bezirk Schwaz). Das Kloster wurde im 10. Jahrhundert gegründet und entwickelte sich zu einem der bedeutendsten Wallfahrtsorte Tirols. Von 1708 bis 2019 lebte die Klostergemeinschaft im Stiftsgebäude in Fiecht (Gemeinde Vomp) und firmierte als Stift Fiecht bzw. Abtei St. Georgenberg-Fiecht. 2019 wurde der Sitz der Gemeinschaft wieder auf den St. Georgenberg verlegt.

## Lage

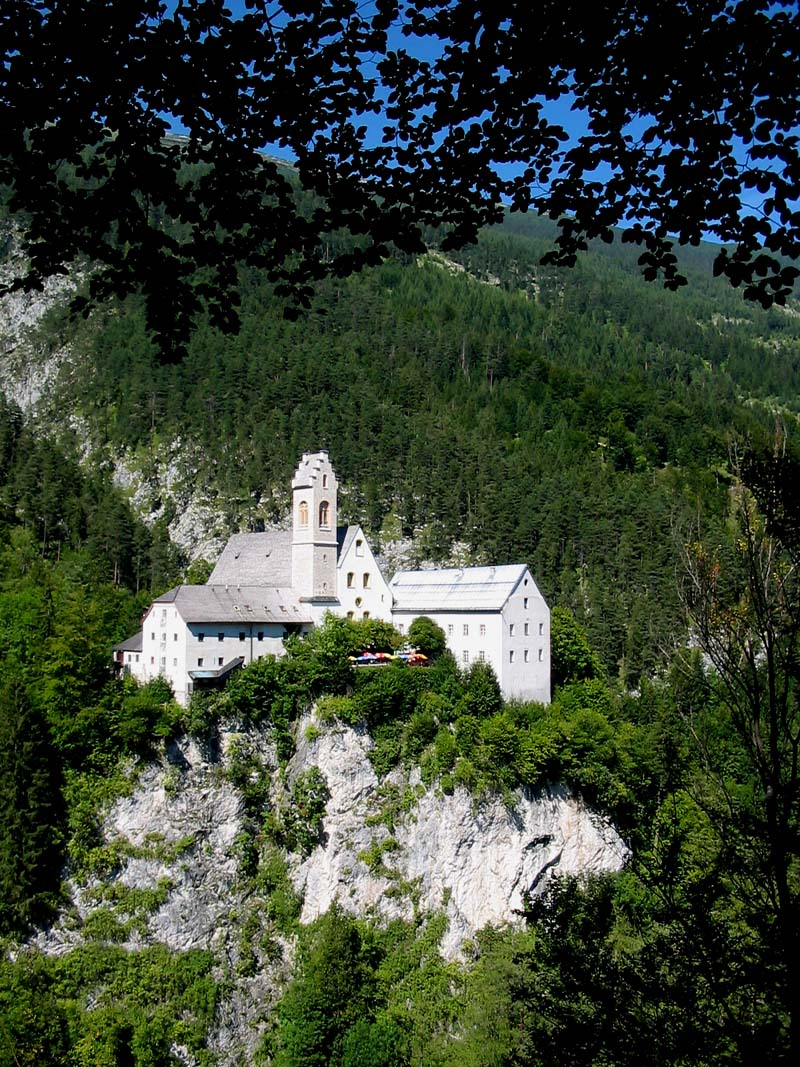
St. Georgenberg von Süden

Charakteristisch für die Abtei St. Georgenberg ist ihre abgeschiedene Lage im Karwendel. In einer Höhe von 898 m ü. A. und vom Inntal aus uneinsehbar erhebt sich das Klostergebäude auf einem steil aufragenden Felsen über dem Stallental. Der Zugang führt über die Hohe Brücke, die in gut 40 Metern Höhe den Georgenbach überspannt und deren Fundamente bereits im Spätmittelalter errichtet wurden. Politisch gehört die Abtei zur Gemeinde Stans.

## Geschichte
St. Georgenberg zählt mit seiner über eintausendjährigen Geschichte zu den traditionsreichsten Klöstern Österreichs und gilt als ältester Wallfahrtsort Tirols.

### Einsiedelei
In der ersten Hälfte des 10. Jahrhunderts soll der selige Rathold von Aibling im Stallental nördlich von Schwaz eine klösterliche Niederlassung gegründet haben. Die älteste gedruckte Chronik des Klosters berichtet, dass Rathold zunächst als Einsiedler in einer nahegelegenen Höhle lebte, ehe sich ihm nach und nach Gefährten anschlossen. Ein erstes, dem Heiligen Georg geweihtes Kirchlein soll Rathold selbst noch erbaut haben.

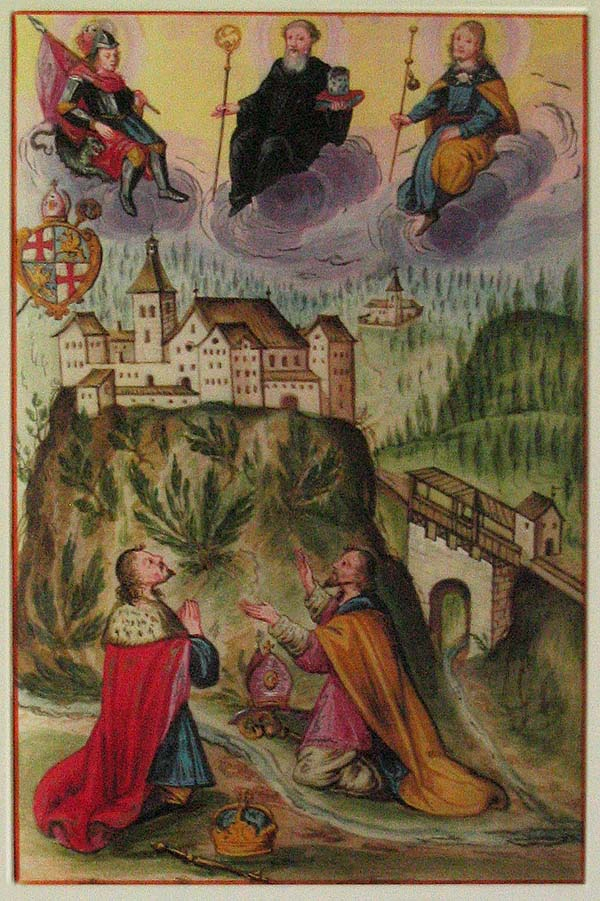
Allegorie: Heinrich IV. und Reginbert am Georgenberg

Sehr bald schon sicherten Zustiftungen das wirtschaftliche Fundament der Gemeinschaft: Nach Ratholds Tod zählte der Brixner Bischof Albuin zu den ersten Wohltätern. Er schenkte dem Kloster um die Jahrtausendwende (ca. 995–1005) zwei Höfe. Kaiser Heinrich IV. übereignete der wachsenden Gemeinschaft dann im Jahr 1097 sechs weitere Höfe im Unterinntal.

### Wallfahrt
Besondere Bedeutung erlangte das Kloster als Wallfahrtsort. Buß- und Pilgerfahrten setzten wohl bereits zu Beginn des 11. Jahrhunderts ein. Durch Kaiser Heinrich kam Ende des 11. Jahrhunderts eine Reliquie des Hl. Georg in den Besitz des Klosters, was in der Folgezeit das Wallfahrtswesen weiter erblühen ließ. Bischof Hartmann von Brixen soll die Pilgerfahrten im 12. Jahrhundert durch den Aufruf zu Kreuzgängen ganzer Pfarreien nach St. Georgenberg maßgeblich gefördert haben.

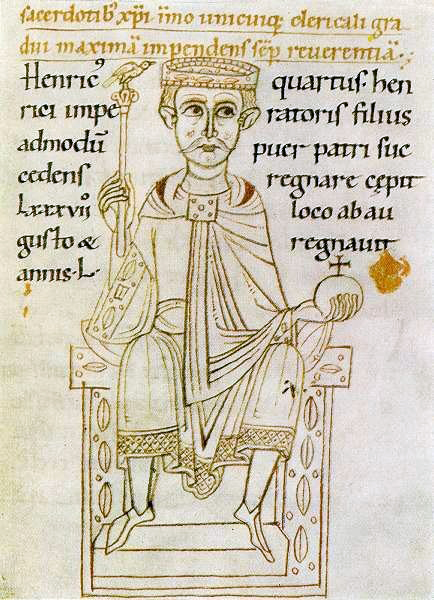
War ein großer Förderer des Klosters: Kaiser Heinrich IV.

Weiteren Aufschwung erfuhr der Ort aber vor allem nach einem um 1310 berichteten „Blutwunder“, bei dem der gewandelte Wein während einer Messfeier Farbe, Geruch und Geschmack von Blut angenommen haben soll. Nach der Chronik von 1480 ist das danach aufbewahrte „Blut Christi“ frisch geblieben und 1480 in ein Glasröhrchen gefüllt worden. Dieses wird in einer besonderen Monstranz heute noch gezeigt.

### Erhebung zur Abtei
Mitte des 12. Jahrhunderts wurde die klösterliche Gemeinschaft von Bischof Reginbert von Brixen zur Benediktinerabtei erhoben. Die Bestätigung durch Papst Innozenz II. erfolgte am 30. April 1138. Mit Inkorporierung der Urpfarren Vomp und Achental (1141) wurde St. Georgenberg damals ein geistiges und wirtschaftliches Zentrum des Unterinntales.
Die zunehmende Bedeutung der Abtei dokumentierten weitere Schenkungen. So sollen die Ritter Dietrich und Gerwein von Schlitters sowie deren Neffe Heinrich im ersten Drittel des 12. Jahrhunderts den Achensee und nördlich davon das ganze Achental bis an die Grenzen des Bistums Brixen dem Kloster St. Georgenberg übertragen haben.

### Kulturelle Blüte
Eine kulturelle Blüte erlebte das Kloster im ausgehenden 15. Jahrhundert unter Kaspar II. Augsburger (1469–1491). Der Humanist und Reformabt bemühte sich erfolgreich um den spirituellen und ökonomischen Aufbau des Klosters. Er unterhielt Verbindungen zu den humanistischen Gelehrten Johannes Fuchsmagen und Johannes Hinderbach und über diese auch zu Enea Silvio Piccolomini.
Von Augsburger stammt außerdem das so genannte Georgenberger Heiltumsverzeichnis (1480), das die älteste gedruckte Chronik Georgenbergs enthält. Während seiner Amtszeit gelangten überdies zahlreiche Handschriften (unter anderem von Petrarca, Boccaccio und römischen Klassikern) in die Klosterbibliothek. Viele der heute noch erhaltenen 283 Inkunabeln wurden durch ihn erworben bzw. stammen aus seinem Besitz.

### Rückschläge und Umzug ins Tal
Im Lauf der Geschichte wurde St. Georgenberg immer wieder von Katastrophen und Rückschlägen heimgesucht. Im 14. und 15. Jahrhundert litt das Kloster wiederholt unter schweren Pestepedimien. So fiel 1348/49 ein Großteil der Gemeinschaft, nämlich der Abt und acht Konventsmitglieder, der Beulenpest zum Opfer.

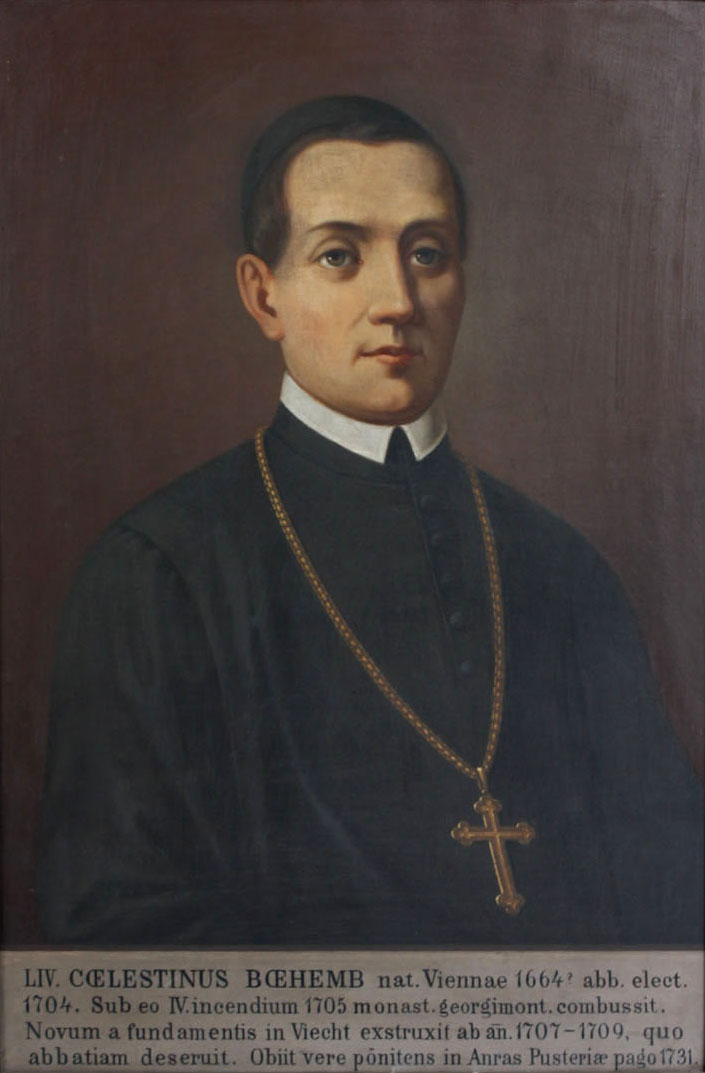
Abt Cölestin Böhm, Ölgemälde von Josef Öfner, 2. Hälfte des 19. Jahrhunderts

Immer wieder zerstörten außerdem Großbrände die Klosteranlage, so in den Jahren 1284 und 1448. Nach einem dritten Brand im Jahr 1637 wurde das Kloster zwar erneut aufgebaut, doch erste Pläne zum Umzug ins Tal kamen auf. Nach der neuerlichen Zerstörung durch einen Brand im Jahr 1705 wurden diese Pläne schließlich unter Abt Cölestin Böhm, der selbst den Bauplan für das neue Kloster entwarf, in die Tat umgesetzt. Die Gemeinschaft zog zu Beginn des 18. Jahrhunderts hinunter ins Inntal, ins neu erbaute Stift Fiecht.

### Stift Fiecht

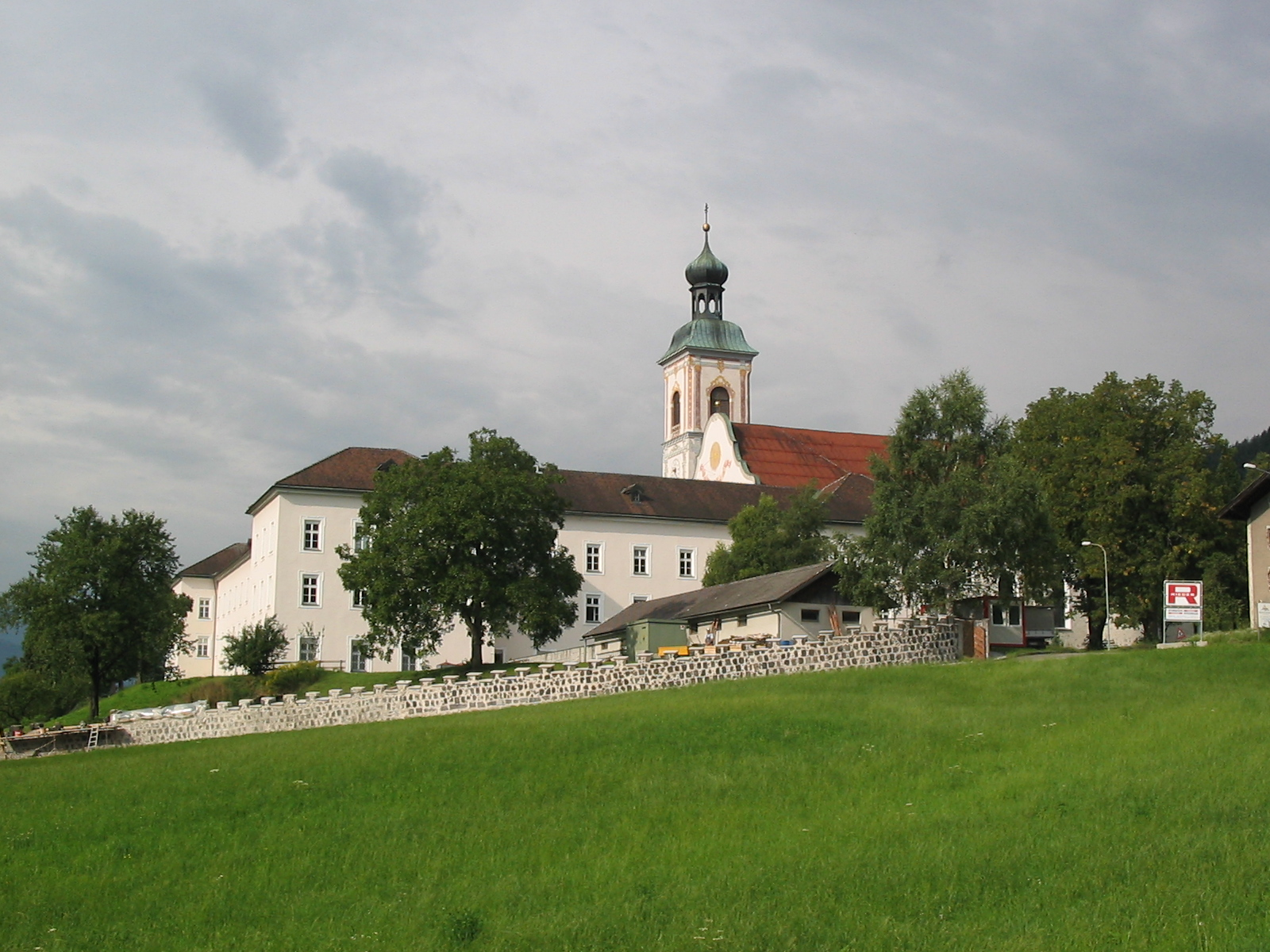
Stift Fiecht

1706 wurde mit den Bauarbeiten der neuen Klosteranlage im Tal begonnen, zwei Jahre später konnte der schlicht ausgeführte rechteckige Bau bezogen werden. Die Errichtung der barocken Abteikirche wurde allerdings erst ab 1741 in Angriff genommen und vom Schwazer Baumeister Jakob Singer nach den Plänen seines Sohnes Kassian errichtet. 1750 wurde sie zusammen mit dem ganzen Stift dem hl. Josef geweiht.
Auch im Tal blieben Rückschläge nicht aus. Als Bayern ab 1807 im Gefolge der napoleonischen Kriege Tirol besetzt hielt, wurde das Kloster im Zuge der Säkularisation aufgelöst, Glocken und andere Wertgegenstände wurden veräußert. Nur drei Patres durften in Fiecht bleiben und zwei auf dem Georgenberg, alle anderen mussten das Land verlassen und konnten erst nach der Wiedervereinigung Tirols mit Österreich zurückkehren.
Im 19. Jahrhundert erlebte die Gemeinschaft dann unter Abt Pirmin Pockstaller erneut einen enormen Aufschwung. Abt Pirmin stellte St. Georgenberg als Wallfahrtsort wieder her, stabilisierte die wirtschaftliche Lage und begründete den Fremdenverkehr am Achensee, der dem Stift gehörte. 1843 wurde auch die Klosterschule wieder eröffnet.
Der nächste Rückschlag kam mit der Machtübernahme der Nationalsozialisten in Österreich. 1938 wurden zwei Drittel des Klostergebäudes von Militär belegt, im Oktober 1940 mussten sich die Mönche auf den Georgenberg zurückziehen, und am 16. Mai 1941 schloss die Gestapo das Kloster ganz und verwies die Mönche aus dem Gau Tirol-Vorarlberg.
Nach dem Zweiten Weltkrieg konnte die Gemeinschaft zunächst nur auf den Georgenberg zurückkehren, da das Kloster nach dem Abzug der französischen Besatzungstruppen gründlich renoviert werden musste. Erst 1955 wurde das Talkloster wieder bezogen. Ein oder zwei Konventualen verblieben aber als Wallfahrtsseelsorger auf dem St. Georgenberg.

### Rückkehr ins Bergkloster
In den 1960er Jahren wurde die Gemeinschaft kleiner und sah sich außerstande, alle übernommenen Aufgaben weiterzuführen. Sie verließ daher 1967 die Österreichische Benediktinerkongregation und schloss sich den Missionsbenediktinern von St. Ottilien an, an deren Mission in Afrika bereits drei Patres aus Fiecht mitwirkten. In den kommenden Jahrzehnten verstärkten fast dreißig Mönche der Benediktinerkongregation von St. Ottilien den Konvent von Fiecht.
2016 entschied die Gemeinschaft, das zu groß gewordene Stiftsgebäude im Tal aus personellen und finanziellen Gründen aufzugeben und an den Ursprungsort St. Georgenberg zurückzukehren. 2018 wurde die Klosteranlage in Fiecht an den Unternehmer Christoph Swarovski verkauft. Er plant, im ehemaligen Stift verschiedene Kultur- und Bildungseinrichtungen unterzubringen.

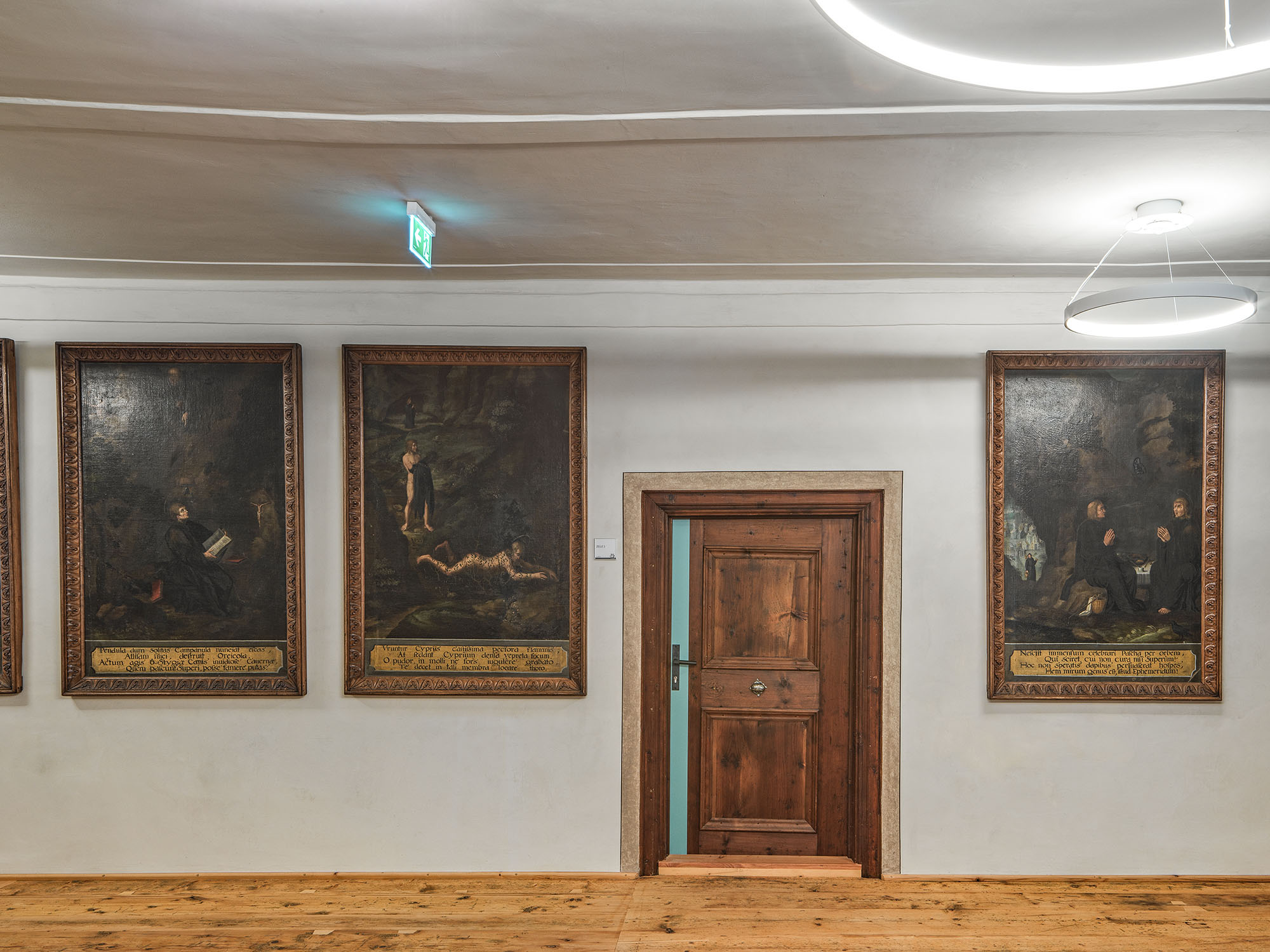
Gang in der Klausur des Klosters nach der Renovierung, Quelle: B. Gratl/G.R. Wett

2018–2019 wurde das Kloster St. Georgenberg nach Plänen von Architekt Benedikt Gratl saniert und erweitert. Der Konvent übersiedelte im August 2019 auf den St. Georgenberg. Dort betreuen die Mönche des Klosters die traditionsreiche Wallfahrt, empfangen Pilger und Gäste in einem kleinen Gästehaus, unterhalten eine Missionsprokura und einen Klosterladen (Eröffnung im April 2022) und wirken im Rahmen ihrer Kräfte an der Seelsorge in der Region mit.

## Äbte und Administratoren
- Eberhard I. (Tegernsee),[10][11] 1138–1174
- Balduin (Prüfening), 1174–1186
- Heinrich I., 1187–1187
- Friedrich von Adelstein, 1187–1196
- Konrad I., 1196–1204
- Sigebot, 1204–1207
- Ulrich I., 1207–1212
- Wernher (Tegernsee), 1212–1242
- Thiemo, 1242–1249
- Eberhard II., 1249–1259
- Ulrich II., 1259–1261
- Hartwik, 1261–1271
- Konrad II. der Vomper, 1271–1287
- Sifrid, 1287–1291
- Eberhard III., 1290–1292
- Rupert der Thaurer, 1292–1316
- Heinrich II. Sälder (Weihenstephan), 1316–1319
- Hermann, 1319–1327
- Konrad III. der Terfner, 1327–1344
- Berthold, 1344–1349
- Jakobus, 1349–1349
- Konrad IV. von Schnellmann, 1349–1368
- Konrad V. aus Österreich, 1368–1379
- Ingenuin Schlund, 1379–1401
- Konrad VI., 1401–1413
- Kaspar I. von Schläßbeck, 1413–1426
- Heinrich III. Schrempf, 1429–1435
- Nikolaus I. Schieferdecker, 1427(?)–1445
- Johannes I. Theuerl, 1445–1451
- Georg I. Haslacher, 1451–1451
- Johannes II. von Freiberg (Weingarten), 1451–1469
- Kaspar II. Augsburger (O.Carth., Gottesthal), 1469–1491
- Konrad VII. Rueß, 1491–1515
- Admin. Melchior von Hörnlingen (Pfäfers), 1503–1505
- Leonhard Müller (Scheyern), Administrator 1510–1515, Abt 1515–1525
- Erasmus Ainkas, 1525–1526
- Bernhard Rieger, 1526–1550
- Petrus Laimer (Benediktbeuern), 1550–1558
- Martin Geyer, 1558–1567
- Admin. Benedikt Stöckl, 1567–1568
- Georg II. Seitz, 1568–1575
- Christoph I. Hirschauer, 1575–1575
- Benedikt I. Fischbacher, 1575–1588
- Admin. Silvester Frey, 1588
- Admin. Georg Grederer, 1588
- Johannes III. Rösch (St. Blasien), 1589–1591
- Michael Geisser (Reichenau), 1591–1595
- Gotthard I. Stark (Tegernsee), 1595–1599
- Christoph II. Obinger, Admin. 1602–1604, Abt 1604–1626
- Benedikt II. Prantner, 1626–1634
- Georg I. Mayr, 1634–1638
- Benedikt III. Herschl (Tegernsee), 1639–1660
- Nikolaus II. Kraus von Krausegg, 1660–1669
- Gotthard II. Ziegler, 1670–1686
- Alfons I. Schabl, 1686–1704
- Cölestin Böhm, 1704–1709
- Gotthard III. von Grustner, 1710–1721
- Maurus Schaffer, 1721–1732
- Lambert Höllerer (Wessobrunn), 1732–1772
- Pirmin I. Seidl, 1772–1789
- Alfons II. Pacher, Admin. 1789–1790, Abt 1790–1806
- Thomas Zacherl, Admin. 1806–1817, Abt 1817–1829
- Florian Grün O.Cist. (Stams), Kommissär-Koadjutor 1829–1834[12]
- Pirmin II. Pockstaller, 1834–1875
- Albert I. Wildauer, 1875–1915
- Josef Hagmann, 1915–1926
- Johannes IV. Lampert, 1926–1936
- Albert II. Grauß, 1936–1966
- Gregor II. Schinnerl (St. Ottilien), Admin. 1966–1972, Abt 1972–1981
- Edgar Dietel, 1982–1992
- Admin. Leo Pittracher, 1992–1996
- Anselm Zeller (St. Ottilien), 1996–2014
- Admin. Raphael Gebauer, 2014–2021
- Admin. Jeremias Schröder (St. Ottilien), 2021–2025
- Admin. Javier Aparicio Suárez, (St. Ottilien), 2025–[13]

## Gebäude und Einrichtungen

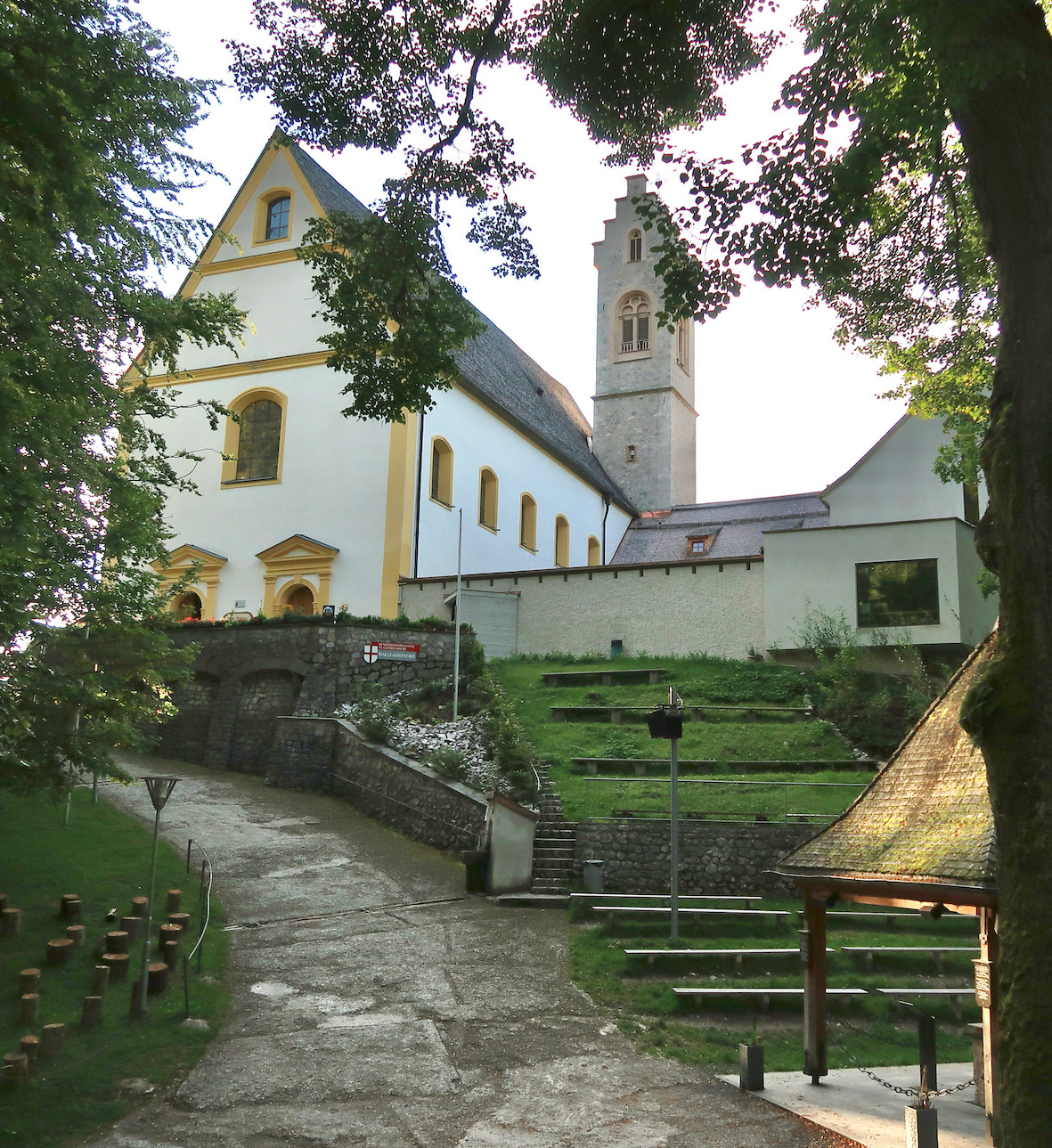
Der Aufgang zur Wallfahrtskirche

Von Fiecht aus führt eine Straße (deren letzte zwei Kilometer für den öffentlichen Verkehr gesperrt sind) auf den Georgenberg, doch der direkteste Zugang erfolgt zu Fuß von Stans aus über die Wolfsklamm; weitere Wallfahrtswege ab Schwaz, Stans, Vomp und Fiecht.
In jedem Fall bietet die Hohe Brücke, ein einzigartiges Bauwerk aus dem 15. Jahrhundert, die in gut 40 m Höhe die Schlucht des Georgenbachs überspannt, die einzige Möglichkeit, den Wallfahrtsort ohne Klettern zu erreichen.
St. Georgenberg ist heute ein dreifacher Wallfahrtsort: Zunächst wurde wohl der hl. Georg verehrt, bald auch die Gottesmutter und ab etwa 1310 die Heilig-Blut-Reliquie. Im Mittelalter wurden Reliquien von 132 Heiligen verehrt. Heute steht die Verehrung der „Schmerzhaften Mutter“ klar im Vordergrund. Das berühmte gotische „Vesperbild“ (eine geschnitzte Pietà, also die Darstellung Marias mit dem Leichnam Jesu) von etwa 1415 war wie frühere Vesperbilder zunächst in der kleinen, heute kaum noch genutzten Lindenkirche beheimatet.

### Georgskirche

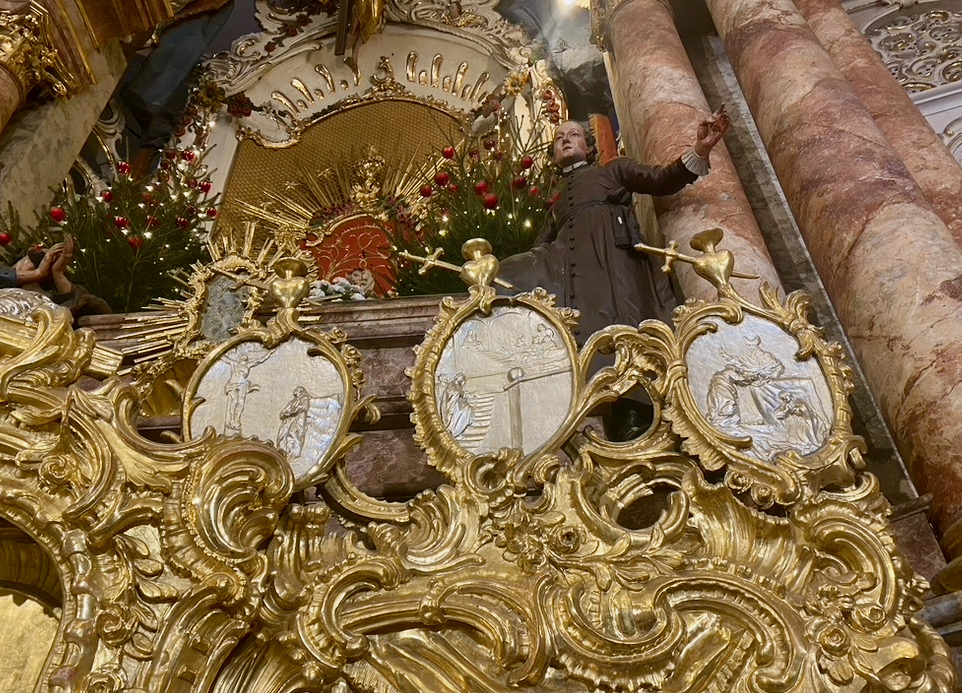
Georgskirche: Der prächtige Hochaltar stammt aus dem 18. Jahrhundert

Die Baugeschichte der den Heiligen Georg und Jakobus d. Ä. geweihten jetzigen Hauptkirche beginnt um 950 wahrscheinlich als Holzbau, ihre heutige Gestalt erhielt sie im Wesentlichen zwischen 1654 und 1660. Die vorher dreischiffige Kirche wurde im Barock von Christoph Gumpp zu einer einschiffigen umgebaut und um 1735 im Stil des Spätbarock umgestaltet.
Das Gewölbe zieren zwei große und mehrere kleine Fresken im Nazarenerstil, die im Jahr 1863 von Franz Lair geschaffen wurden. Künstlerisch bedeutend ist der Hochaltar aus dem 18. Jahrhundert mit dem geschnitzten Gnadenbild der Schmerzensmutter von 1415, zu ihren Füßen die Figuren des Pilgerapostels Jakobus d. Ä. und des seligen Rathold von Aibling, gestaltet von Franz Xaver Nißl. Beide Kirchen wurden um 2000 restauriert. Die Orgel auf der rückwärtigen Empore stammt von Josef Aigner aus dem Jahr 1880. Jeden Sommer finden kleinere Konzerte auf dem Instrument statt.
Besondere Wallfahrtstage sind der Schmerzensfreitag (Freitag vor Palmsonntag), der Georgitag, die Goldenen Samstage im Oktober und die Nachtwallfahrten, die jeweils am 13. der Monate Mai bis Oktober stattfinden.

### Lindenkirche

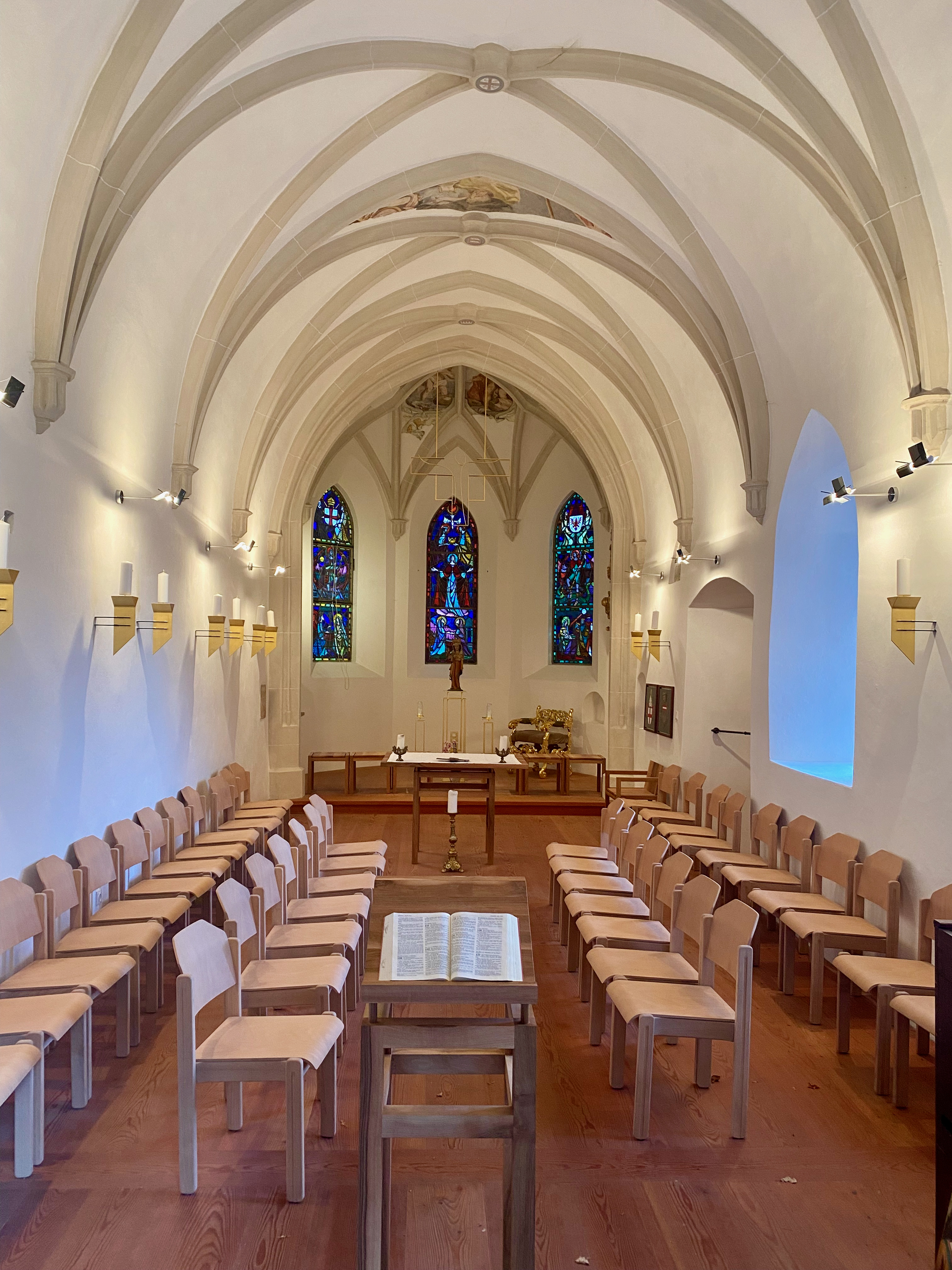
Innenansicht der Lindenkirche

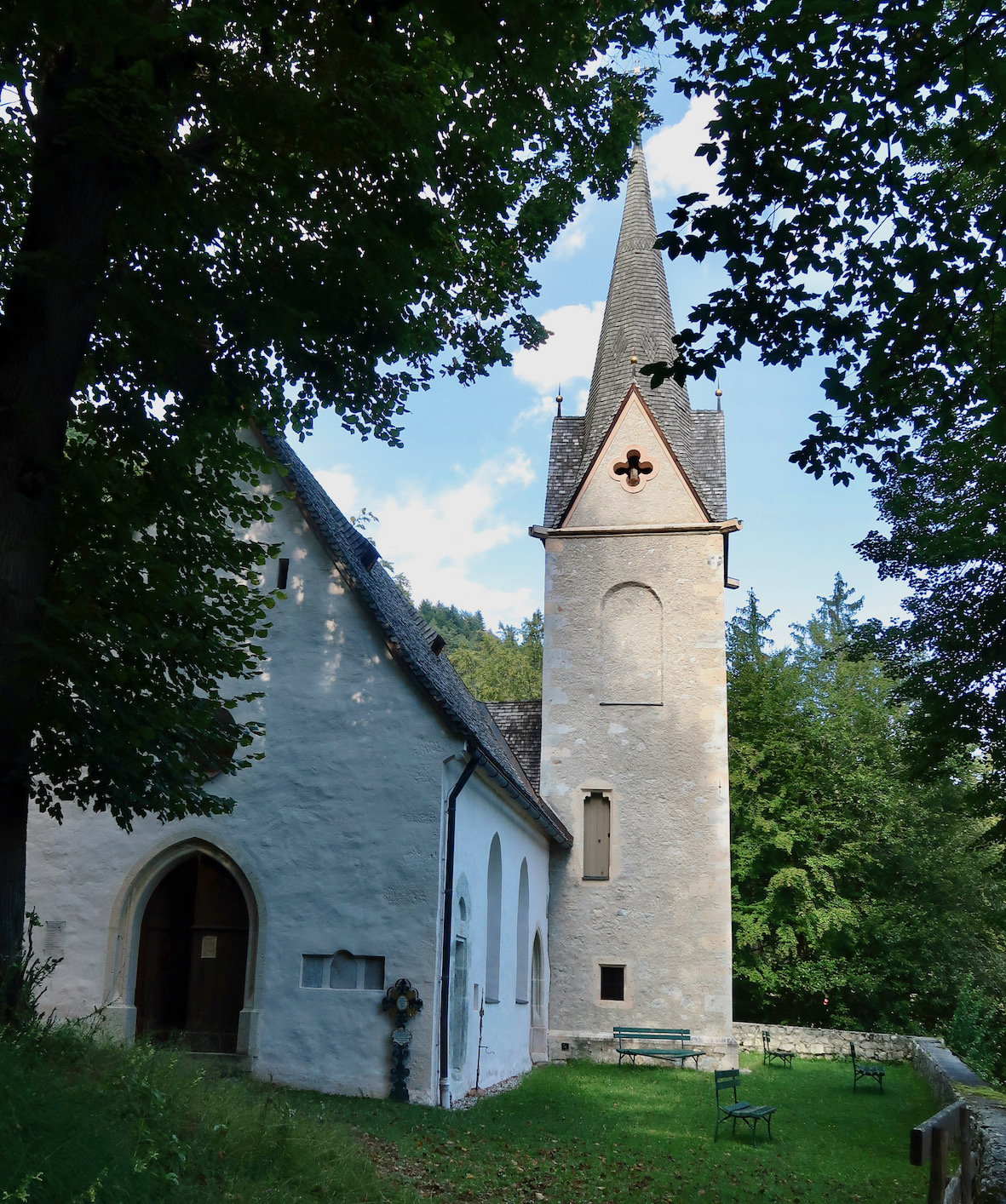
Der steinerne Turm der Lindenkirche wurde 1515 errichtet

Die Kirche oder Kapelle Maria unter der Linde, auch Unserer Lieben Frau unter der Linde, war ab 1736 der Hl. Dreifaltigkeit geweiht, nachdem man das Vesperbild in der größeren Georgskirche aufgestellt hatte. Sie wird heute wieder als Lindenkirche bezeichnet.
Diese, in ihrer erhaltenen Kernstruktur ältere der beiden Kirchen, stammt aus dem ausgehenden 13. Jahrhundert. 1475 wurde ein gotisches Sternrippengewölbe ergänzt und die Kirche durch den Anbau des heutigen Polygonal-Chores erweitert. 1515 oder 1525 entstand der steinerne Turm. 1754 wurde die Kirche barockisiert, das Rippennetz entfernt, das Gewölbe verputzt und durch den Schwazer Maler Chr. A. Mayr freskiert. 1755, nach der Verlegung des Gnadenbildes in die neuerbaute Wallfahrtskirche, erhielt die Kirche das Patrozinium der Heiligen Dreifaltigkeit. 1881/82 wurde die Kirche regotisiert und ein neues Rippennetz aufgebracht. 1969/71 erfolgte eine umfassende Instandsetzung im Zeichen der Ablehnung des Historismus. Der Tabernakel stammt von Josef Priemetshofer, 1971. 1975 entstanden neue Fenster, die Glasmalereien des zeitgenössischen Künstlers Fred Hochschwarzer zeigen. Im Vorfeld der Sanierung der Kirche fanden 2011 umfangreiche bauhistorische und archäologische Untersuchungen der Lindenkirche statt. Die Restaurierung erfolgte von 2011 bis 2014. Die Ausstattung der Kirche wurde 2019 durch Jürgen Lenssen (Würzburg) ergänzt. Die Kirche ist heute wieder eine Marienkirche.

### Klosterbibliothek und -archiv
Über die Anfänge der Bibliothek ist wenig bekannt. Aufgrund der nur noch zum Teil erhaltenen Handschriften ist eine Beziehung zum Benediktinerkloster Tegernsee anzunehmen. Unter Abt Kaspar II. Augsburger (1469–1491), der dem humanistischen Gedankengut sehr aufgeschlossen war und Kontakt mit bedeutenden Humanisten wie Johannes Fuchsmagen oder Aeneas Silvius Piccolomini pflegte, erfuhr die Bibliothek großen Zuwachs.
Ebenso bedeutsam ist das Klosterarchiv, dessen Bestände die Schicksale und Wechselfälle der Klosterbibliothek teilen und bei mehreren Bränden erhebliche Verluste hinnehmen mussten.

## Bilder

### Innenbereich

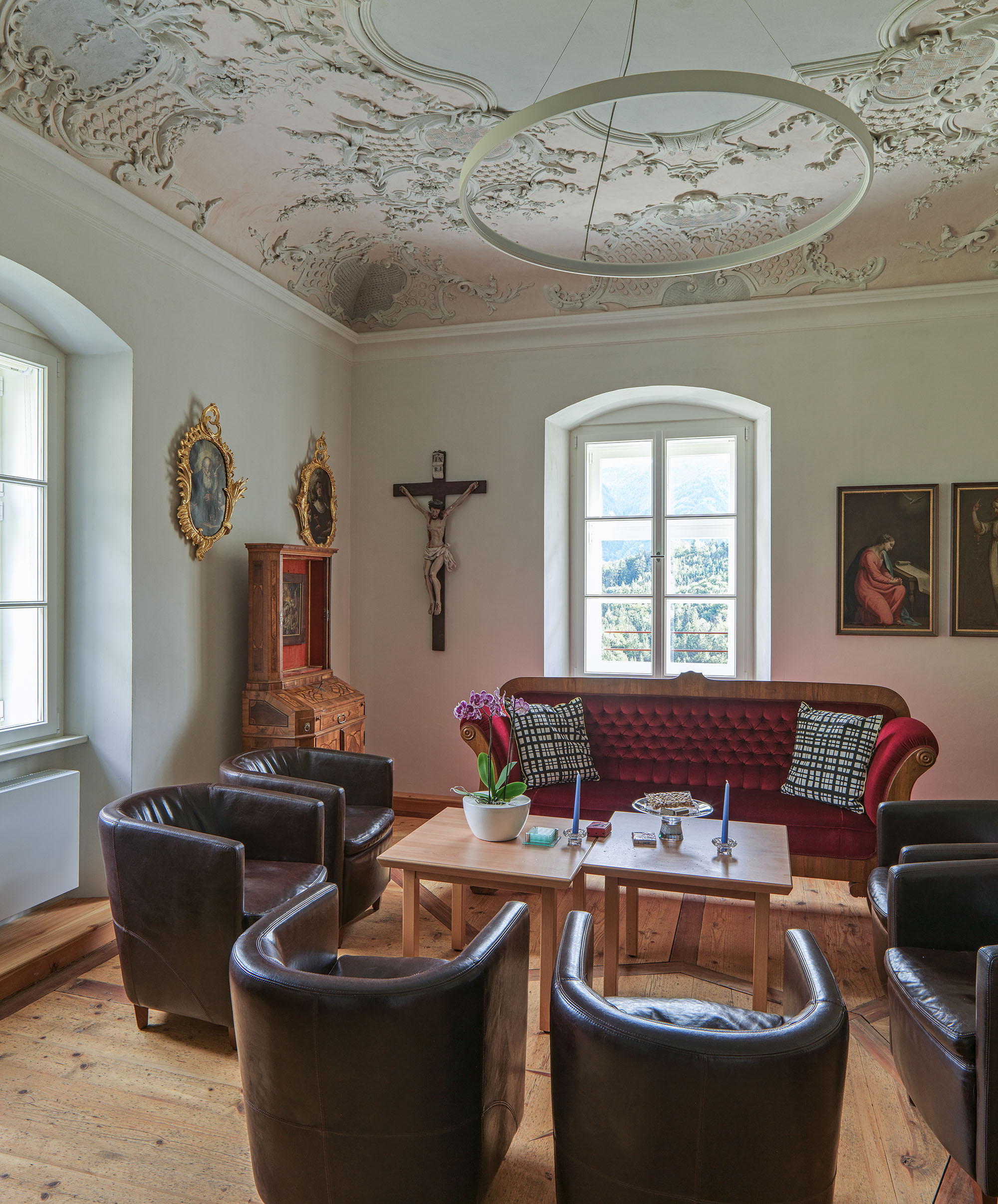
Gemeinschaftszimmer
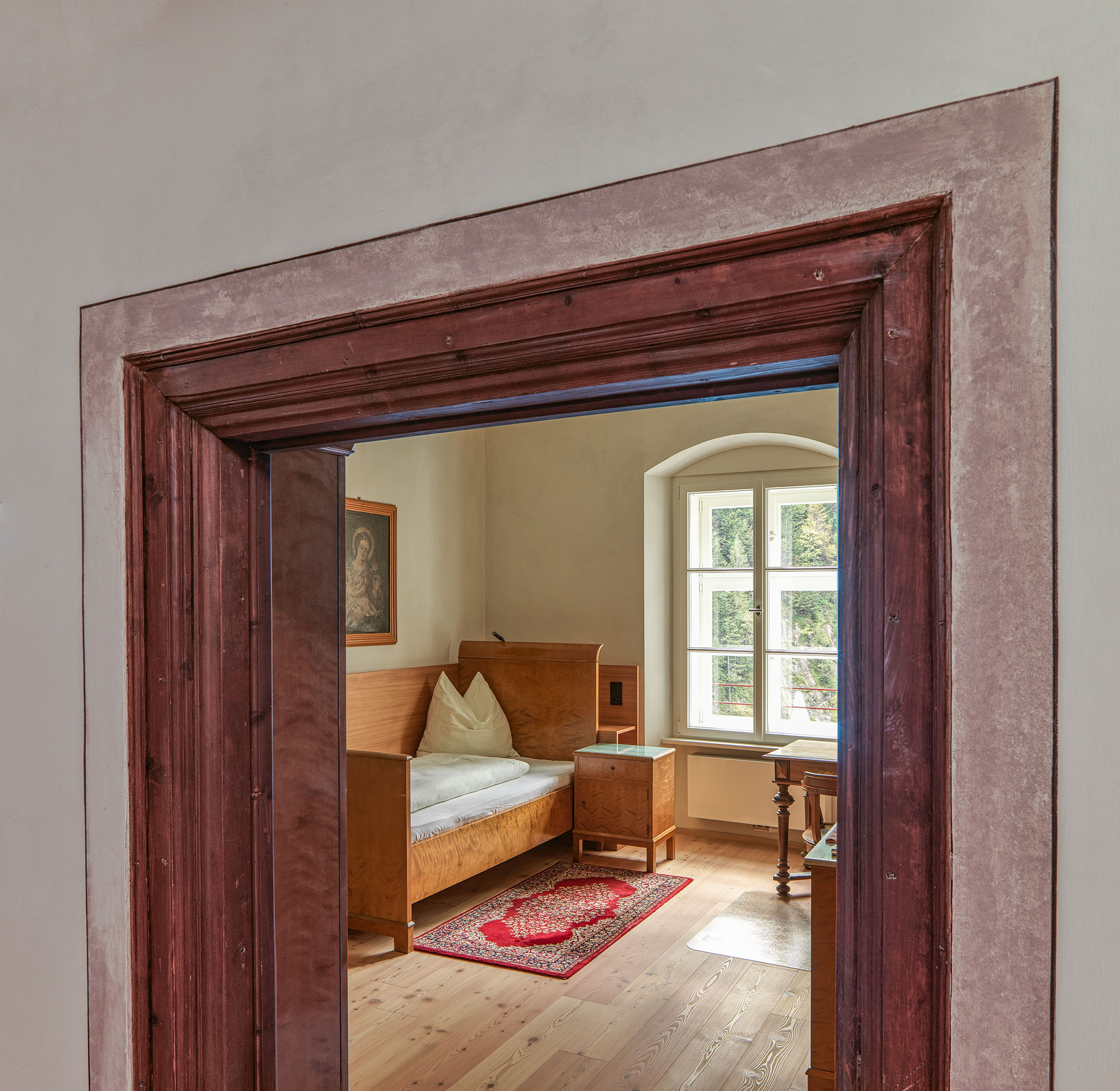
Klosterzelle
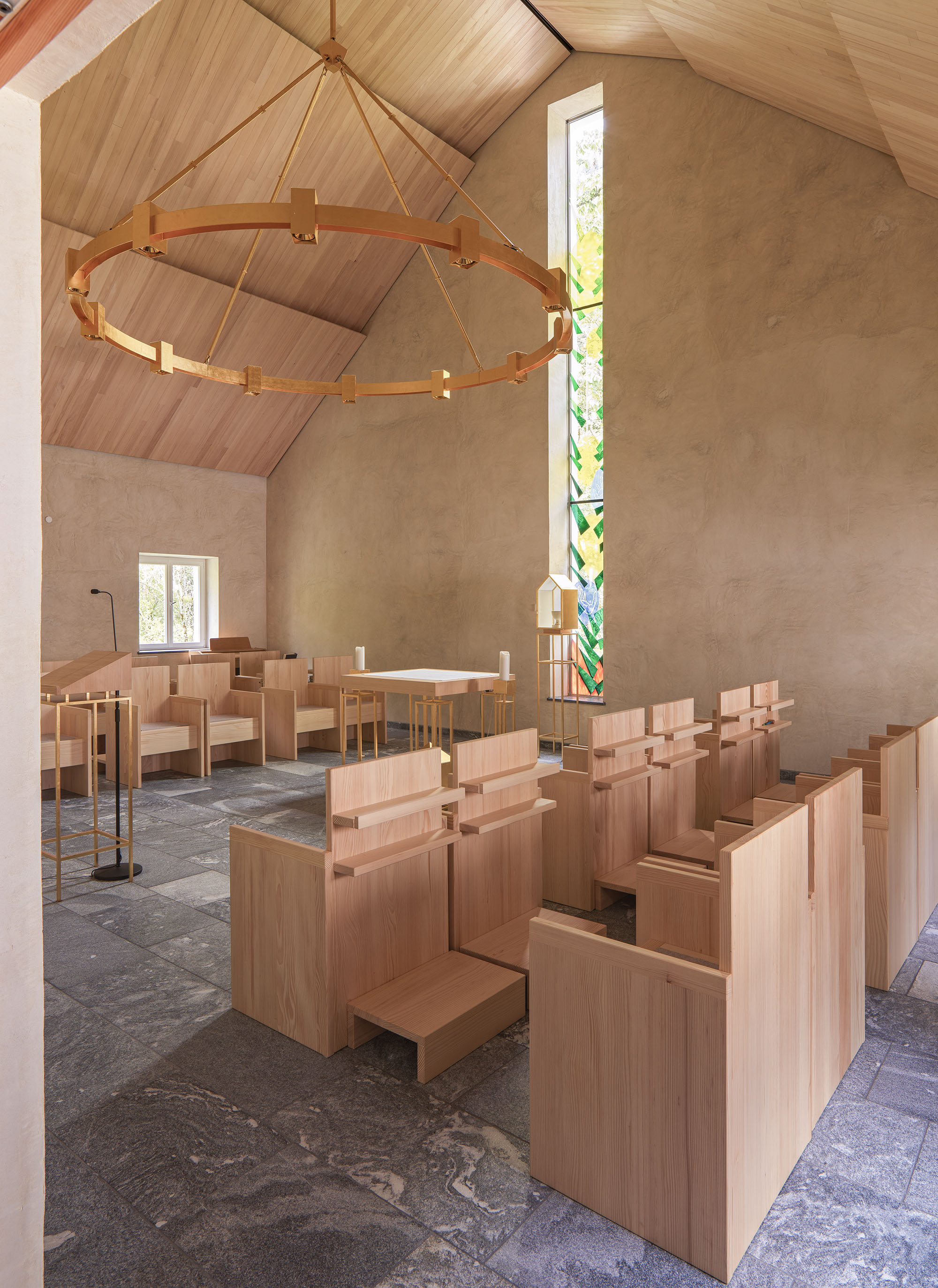
Klosterkapelle
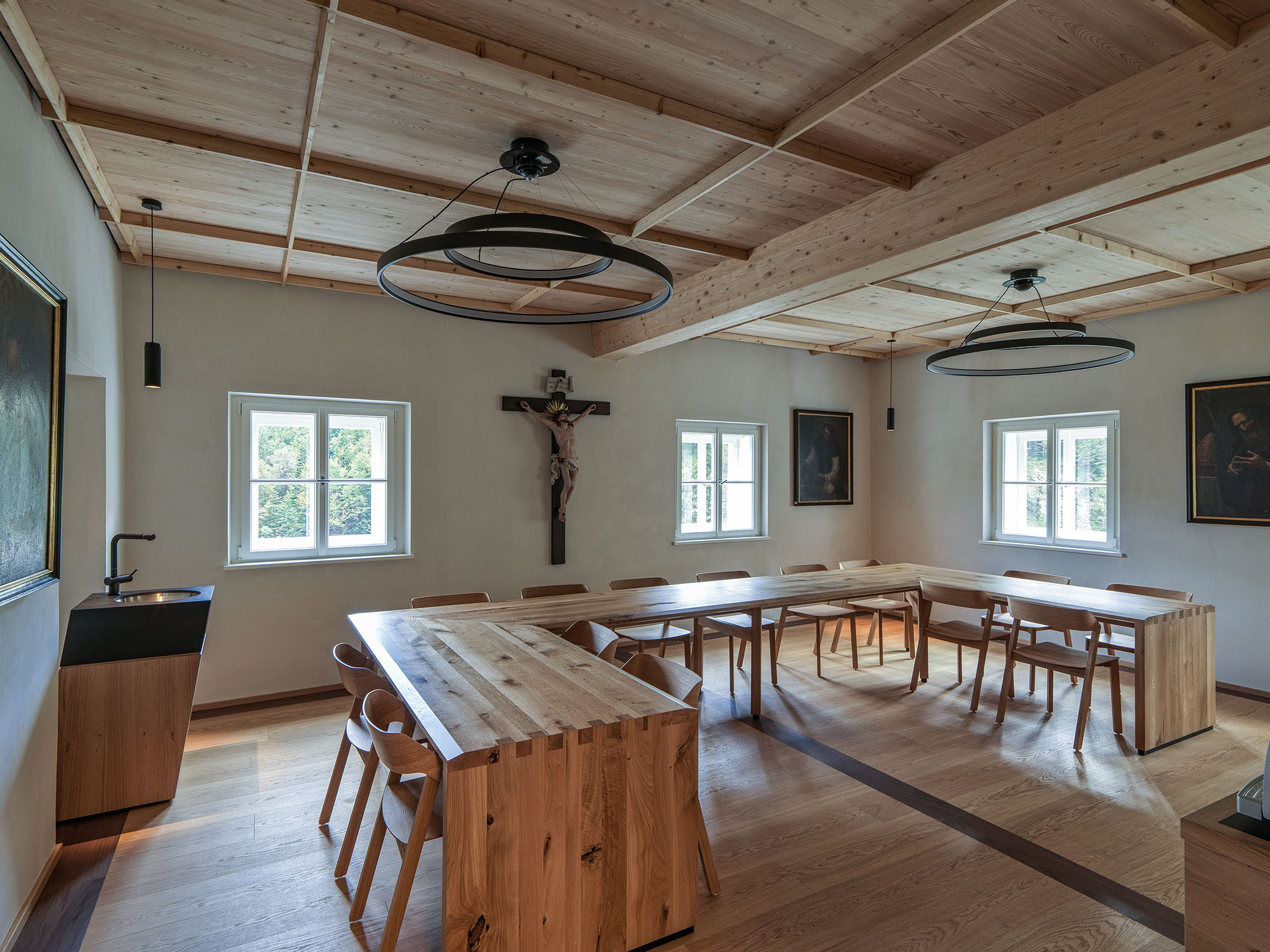
Speisesaal

### Außenbereich

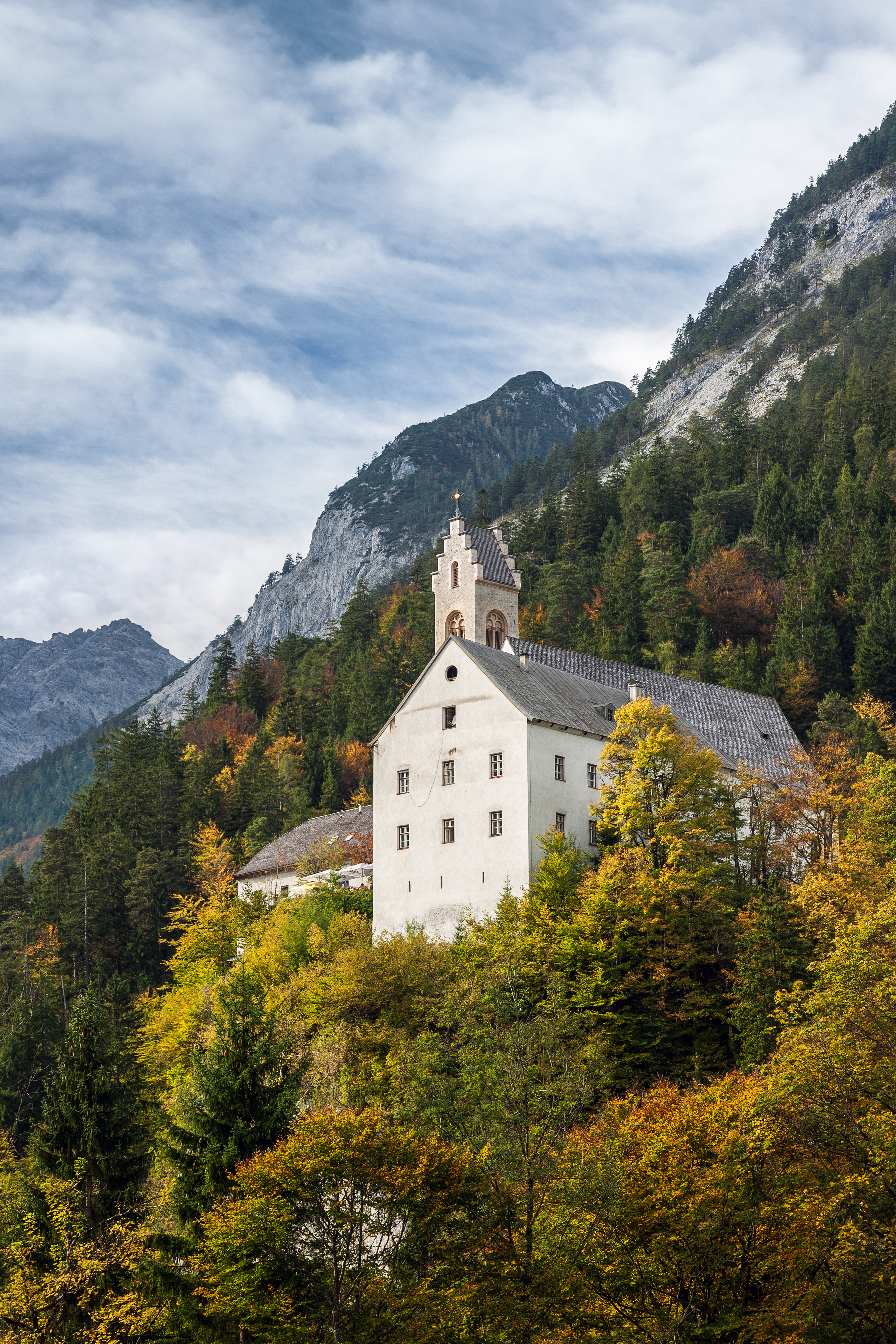
St.-Georg-Wallfahrtskirche Südwestblick (2012)
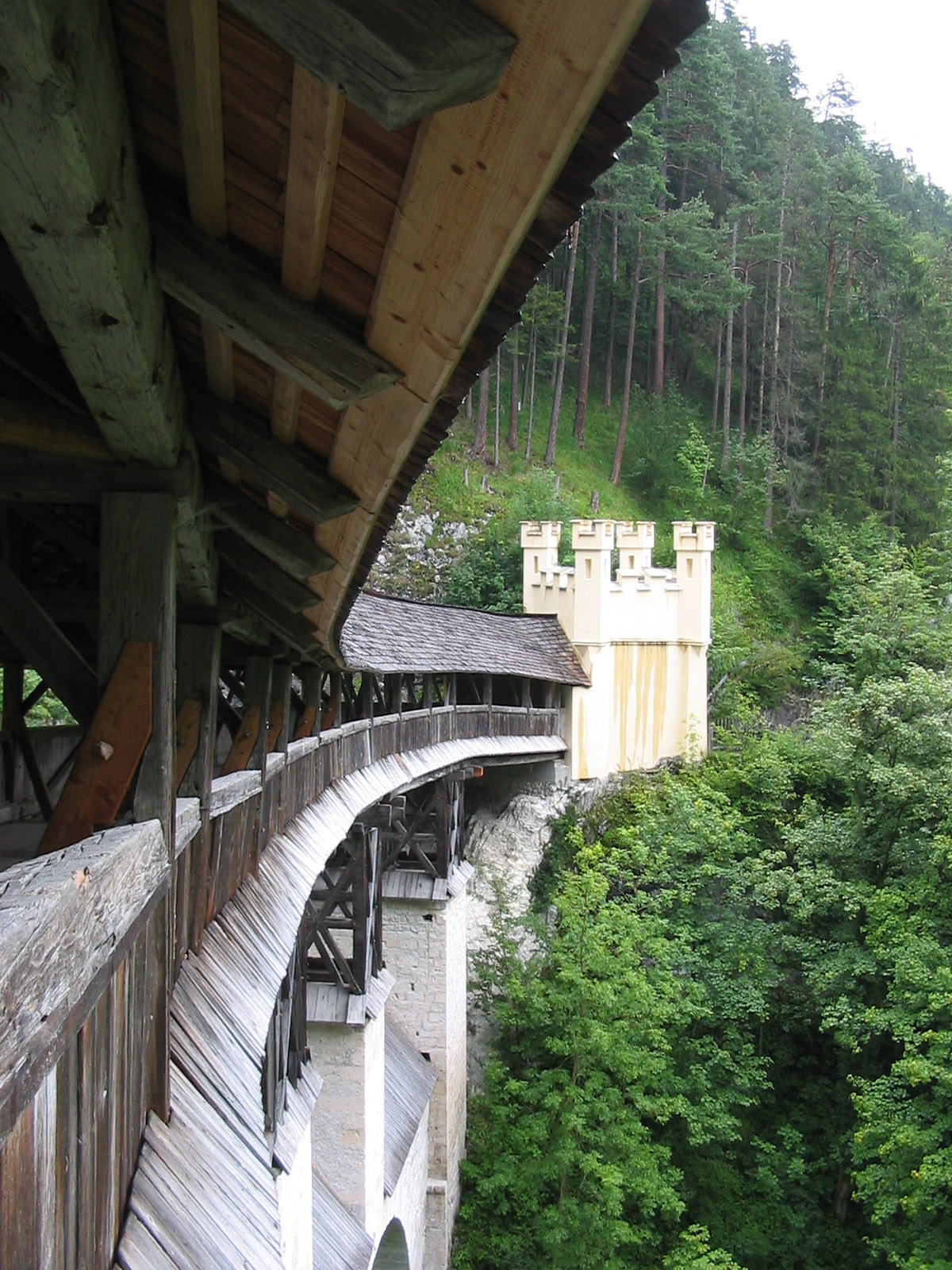
Hohe Brücke am Georgenberg (2007)

### Lage

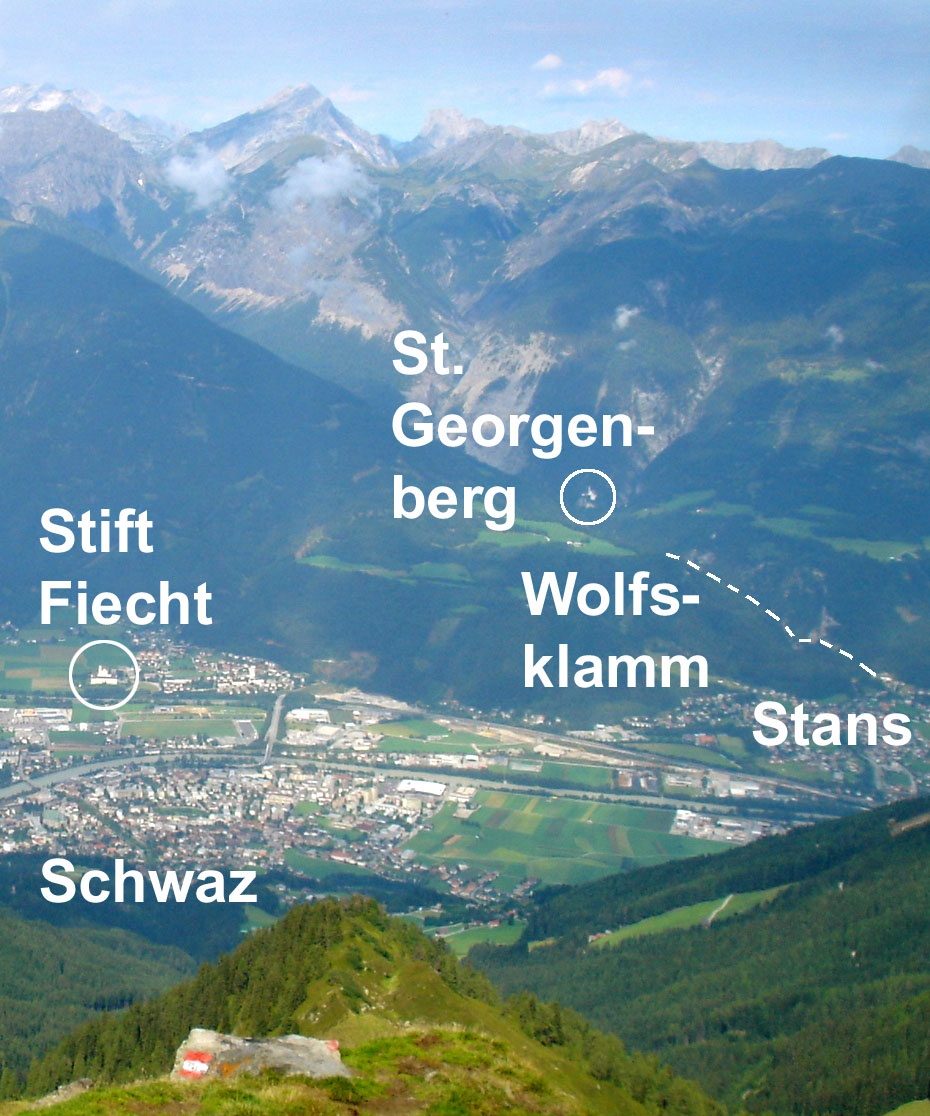
Übersicht vom Kellerjoch aus gesehen
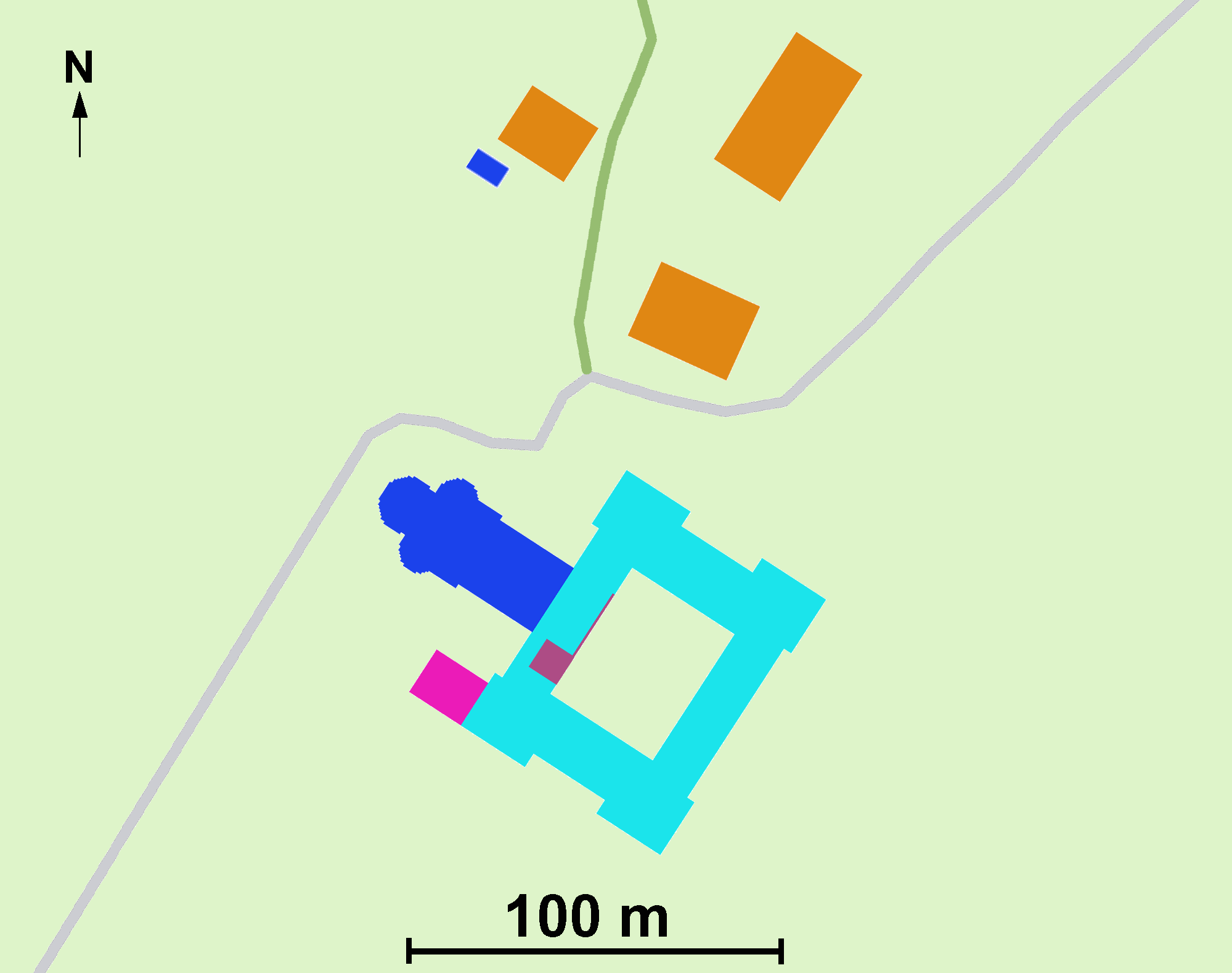
Anlage Abtei Fiecht Türkis: Konvent Blau: Benediktuskirchlein, Stiftskirche Purpur: Turm Braun: Wirtschaftsgebäude Pink: Bibliothekstrakt
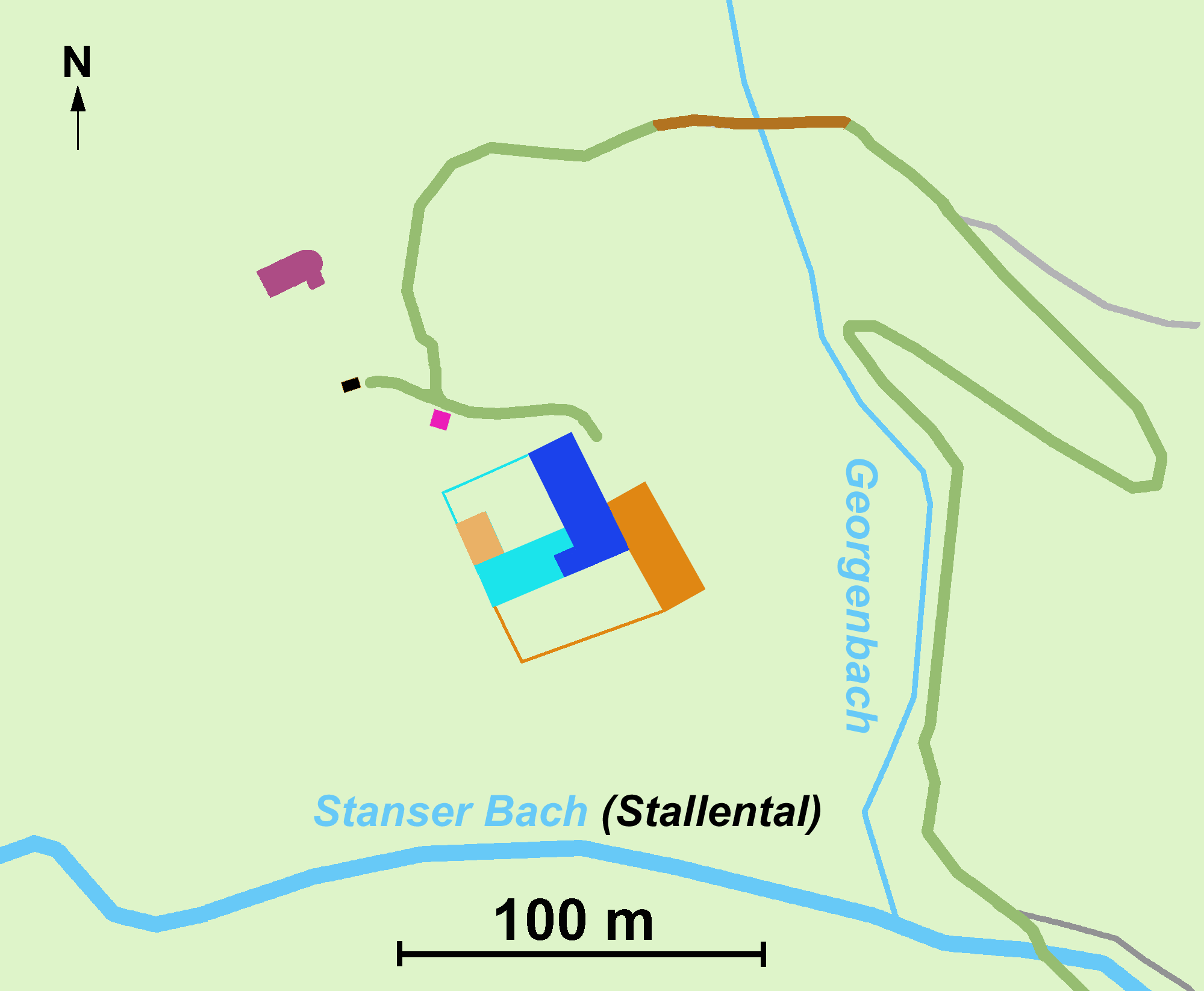
Anlage St. Georgenberg Braun oben: Hohe Brücke Purpur: Lindenkirche Schwarz: Garage Pink: Freiluftkapelle Blau: Georgskirche Türkis: Retreat-Bereich Hellbraun: Nebengebäude Braun: Gastronomie Grün: nach Fiecht Grau: nach Stans

- Anlage Abtei Fiecht
Türkis: Konvent
Blau: Benediktuskirchlein, Stiftskirche
Purpur: Turm
Braun: Wirtschaftsgebäude
Pink: Bibliothekstrakt
- Anlage St. Georgenberg
Braun oben: Hohe Brücke
Purpur: Lindenkirche
Schwarz: Garage
Pink: Freiluftkapelle
Blau: Georgskirche
Türkis: Retreat-Bereich
Hellbraun: Nebengebäude
Braun: Gastronomie
Grün: nach Fiecht
Grau: nach Stans